# Pawel Fjodorowitsch Batizki

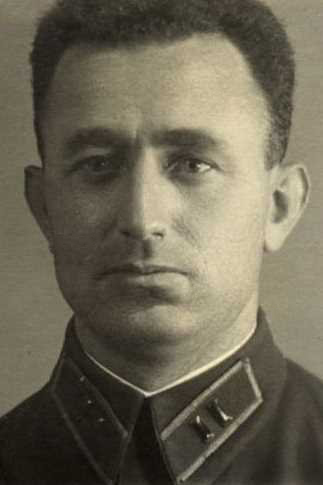
Pawel Fjodorowitsch Batizki

Pawel Fjodorowitsch Batizki (russisch Павел Фёдорович Батицкий; * 14. Junijul. / 27. Juni 1910greg. in Charkow; † 17. Februar 1984 in Moskau) war ein Marschall der Sowjetunion.

## Leben
Batizki war der Sohn eines Arbeiters. 1922 beendete er die Mittelschule und ging anschließend in der Charkower Maschinenbaufabrik „Sichel und Hammer“ in die Lehre. Von 1924 bis 1927 besuchte er als Offiziersschüler Vorbereitungskurse an der Ukrainischen Militärschule und beendete 1929 die Kavallerieschule.
Von März 1929 bis Mai 1935 diente er in der Kavallerie, kommandierte einen Zug und eine Eskadron im Weißrussischen Militärbezirk.
1938 beendete er die Militärakademie „M.W. Frunse“ mit Auszeichnung, wurde als Offizier für Spezialeinsätze in eine operative Abteilung des Generalstabes der Roten Armee befohlen und im selben Jahr Mitglied der KPdSU, damals WKP (B). Von September 1939 bis Dezember 1940 erfolgte eine Kommandierung Batizkis nach China, wo er der Chef einer Gruppe sowjetischer Militärs im Stab von Chiang Kai-shek war. Nach seiner Rückkehr wurde Batizki als Stabschef einer motorisierten Brigade im Militärbezirk Baltikum in Kaunas eingesetzt und im März 1941 als Kommandeur der 202. Motorisierten Division im selben Militärbezirk.

### Zweiter Weltkrieg
Während des Deutsch-Sowjetischen Krieges war Batizki von November 1941 an Kommandeur der 254. Schützendivision, die an der Nordwestfront in der Kesselschlacht von Demjansk eingesetzt war. Ab Juli 1943 kommandierte er das 73., 50. und 128. Schützenkorps an der Woronescher Front, der Steppenfront, der 1. und 2. Ukrainischen Front sowie der 1. und 3. Weißrussischen Front. Er nahm an der Befreiung der Ukraine, Moldawiens und Weißrusslands teil und organisierte die Kampfhandlungen der unterstellten Kräfte in der Schlacht am Dnepr bei Kanew und der Eroberung eines Brückenkopfes am rechten Flussufer. Unter seiner Führung überquerte im November–Dezember 1943 das 73. Schützenkorps den Dnepr auch bei der Stadt Tscherkassy, die am 14. Dezember 1943 befreit wurde. Auf Beschluss des Rates der Volkskommissare der UdSSR vom 25. September 1943 wurde Oberst Batizki zum Generalmajor befördert. Eine wichtige Rolle spielte das 73. Schützenkorps unter dem Kommando Batizkis auch in der Dnepr-Karpaten-Operation und im Januar–Februar 1944 bei der Befreiung der Städte Uman und Bălți. Bei der Operation Bagration hatte er einen entscheidenden Anteil an der Zerschlagung der deutschen Verteidigung südlich von Bobruisk und der Befreiung von Baranowitschi und Brest. Im weiteren Verlauf des Krieges kämpfte er als Kommandeur des 128. Schützenkorps im Verband der 28. Armee in Polen und Ostpreußen und war bei Kriegsende Teilnehmer der Schlacht um Berlin und der Prager Operation.

### Nachkriegszeit
Nach dem Krieg schloss Batizki 1948 die Höhere Militärakademie der Roten Armee ab und war bis 1950 Stabschef der Luftverteidigung des Militärbezirkes Moskau. Auf Beschluss des Ministerrates der UdSSR vom 11. Mai 1949 wurde er zum Generalleutnant befördert. Von 1950 bis 1953 war er Chef des Hauptstabes und Stellvertreter des Oberbefehlshabers der Luftstreitkräfte und von 1953 bis 1954 1. Stellvertreter des Kommandanten des Moskauer Militärbezirks. In dieser Position nahm er am 26. Juni 1953 zusammen mit Moskalenko und Schukow an der Festnahme von Innenminister Beria auf der Sitzung des Präsidiums des Ministerrates der UdSSR teil. Am 23. Dezember 1953 wurde Beria zum Tod durch Erschießen verurteilt. Die Vollstreckung des Urteils am selben Tag sei im Bunker des Stabes des Moskauer Militärbezirks von dem inzwischen zum Generaloberst beförderten Batizki überwacht worden. Im Juni 2010 bestätigte der Stabschef der russischen Luftstreitkräfte, Generalleutnant Wadim Wolkowizki, dass Beria am 23. Dezember 1953 hingerichtet wurde und Batizki persönlich das Urteil vollstreckt hat.
Von 1954 bis 1965 kommandierte Batizki die mechanisierte Armee und die Kräfte der Moskauer Luftverteidigung. In den Jahren 1965 bis 1966 war er der 1. Stellvertreter des Chefs des Generalstabes der Sowjetischen Streitkräfte. Am 5. Mai 1961 wurde Batizki auf Beschluss des Ministerrates der UdSSR der höchste militärische Rang eines Armeegenerals verliehen. Die Auszeichnung Held der Sowjetunion wurde ihm am 7. Mai 1965 für „besondere Führungsqualitäten, persönlichen Mut im Kampf gegen die deutschen Eindringlinge“ verliehen, verbunden mit dem Überreichen des Leninordens und der Medaille „Goldener Stern“.
Ab 1966 wurde er Oberkommandierender der Luftverteidigung des Landes (PWO), Stellvertreter des Verteidigungsministers der UdSSR, gleichzeitig Stellvertreter des Oberkommandierenden des Warschauer Paktes. Im selben Jahr wurde er auch Mitglied des ZK der KPdSU. Am 15. April 1968 wurde Batizki auf Beschluss des Präsidiums des Obersten Sowjets der Titel Marschall der Sowjetunion verliehen. Ab 1978 war er Teil der Gruppe der Generalinspekteure des Verteidigungsministeriums der UdSSR.
Batizki wohnte in Moskau und wurde nach seinem Tod auf dem Nowodewitschi-Friedhof beigesetzt.

## Auszeichnungen
- Held der Sowjetunion (7. Mai 1965)
- Leninorden (5×: 22. Februar 1944, 20. April 1953, 27. Juni 1960, 7. Mai 1965, 21. Februar 1978)
- Orden der Oktoberrevolution (26. Juni 1970)
- Rotbannerorden (5×: Mai 1942, 3. November 1944, Januar 1951, Februar 1954, 22. Februar 1968)
- Kutusoworden 1. Klasse (Mai 1945)
- Suworoworden 2. Klasse (23. Juli 1944)
- Kutusoworden 2. Klasse (März 1945)
- Orden „Für den Dienst an der Heimat in den Streitkräften der UdSSR“ 3. Klasse (30. April 1975)
- Ehrensäbel mit goldenem Staatswappen der UdSSR (22. Februar 1968)
- Vaterländischer Verdienstorden der DDR (1970)[4]
- 15 weitere Medaillen der UdSSR
- 16 Orden und Medaillen anderer Länder